# Straßenradsport-Weltmeisterschaften 1960

WM-Logo

Die Straßenradsport-Weltmeisterschaften 1960 fanden am 13. und 14. August auf dem Sachsenring bei Hohenstein-Ernstthal statt. Es waren die 33. Weltmeisterschaften und die einzigen in der Geschichte des Radsports, die in der Deutschen Demokratischen Republik (DDR) ausgetragen wurden. Den Weltmeistertitel der Profis gewann der Belgier Rik Van Looy, bei den Amateuren siegte Bernhard Eckstein aus der DDR und bei den Frauen die britische Starterin Beryl Burton. Zuvor waren die Bahn-Weltmeisterschaften auf den Alfred-Rosch-Kampfbahn in Leipzig und Karl-Marx-Stadt ausgetragen worden.

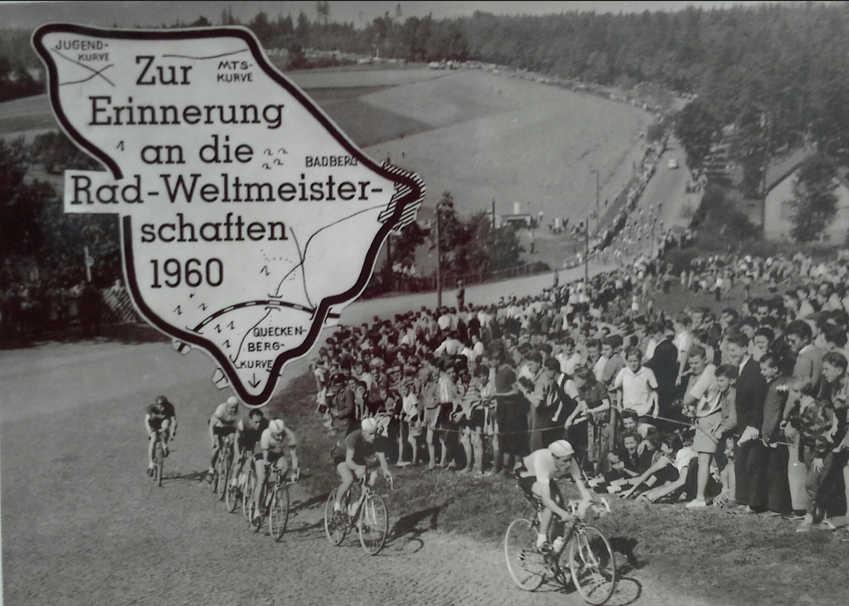
Postkarte des VEB Bild und Heimat Reichenbach i. V. nach einem Foto von Rowell.

Die Weltmeisterschaften waren bereits im Vorfeld durch Bemühungen der DDR-Staatsführung geprägt, sowohl die Ausrichtung selbst als auch mögliche Erfolge von DDR-Sportlern propagandistisch zu nutzen. Durch den überraschenden Sieg von Bernhard Eckstein im Einzelrennen der Amateure, der auf einem taktischen Verzicht seines Mannschaftskameraden und Titelverteidigers Gustav-Adolf Schur beruhte, wurde die WM zu einem der denkwürdigsten Sportereignisse, die je in der DDR stattfanden.

## Vorgeschichte

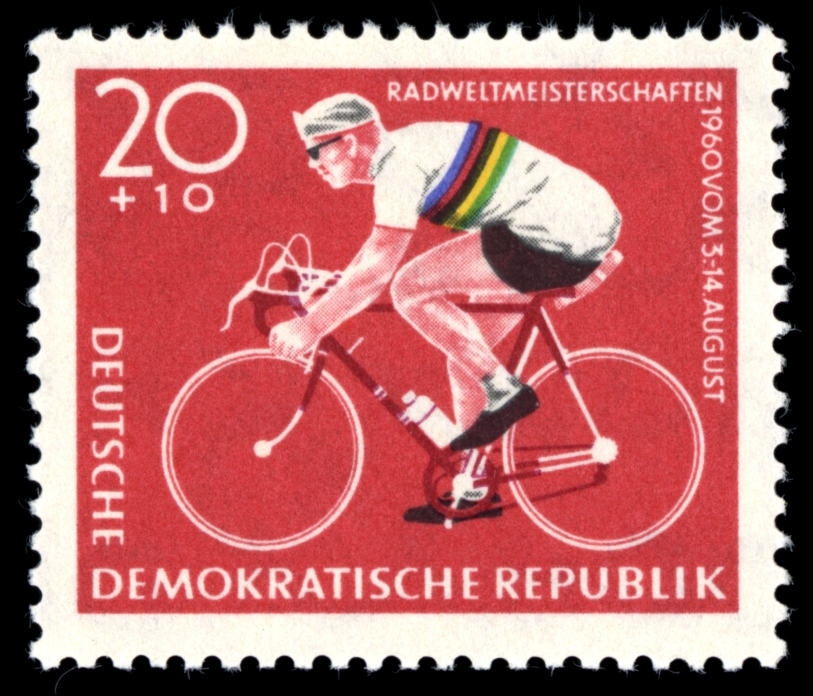
DDR-Briefmarke nach einem Entwurf von Engelbert Schoner zur Straßen-Radweltmeisterschaft 1960

Die Vergabe der Weltmeisterschaften an die DDR durch den internationalen Radsport-Verband UCI war aus politischen Gründen nicht unumstritten. Widerstand gegen die Entscheidung kam insbesondere von sportpolitischen Institutionen sowie von einigen Massenmedien der Bundesrepublik Deutschland, da von deren Seite ein Imagegewinn für die DDR befürchtet wurde. Andererseits akzeptierte die DDR-Staatsführung zugunsten des zu erwartenden Propagandanutzens der Veranstaltung die Austragung von Profiwettkämpfen, obwohl dies der Sportsdoktrin der DDR widersprach. Dem Präsidenten der UCI, dem Italiener Adriano Rodoni, wurde mit der Eröffnung der WM der Vaterländische Verdienstorden in Silber verliehen.
Sowohl die Radsport-Fans in der DDR als auch die Partei- und Staatsführung erwarteten für das Rennen der Amateure die Titelverteidigung und damit den dritten Gewinn in Folge durch den populären Fahrer Gustav Adolf Schur, genannt „Täve“. Im selben Jahr hatte er zwei Etappen der Friedensfahrt sowie zum vierten Mal in Folge die DDR-Meisterschaft für sich entscheiden können, die DDR-Mannschaft hatte zudem die Mannschaftswertung der Friedensfahrt vor der belgischen Mannschaft gewonnen. Die Zeitungen in der DDR berichteten dementsprechend im Vorfeld mit Sonderseiten und Beilagen. Zum Rennen selbst wurden bis zu 500.000 Zuschauer erwartet. Zur Bewältigung des Ansturms zum Sachsenring wurden dutzende Sonderzüge der Deutschen Reichsbahn eingesetzt.

## Amateur-Rennen

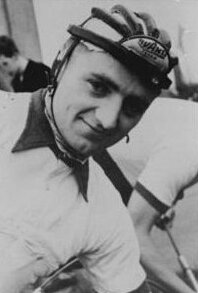
Neuer Weltmeister:
Bernhard Eckstein (DDR)

Das Amateur-Rennen am 13. August 1960 führte über den 8,7 Kilometer langen Rundkurs des Sachsenrings, der 20-mal zu absolvieren war, so dass sich eine Gesamtdistanz von 174,62 Kilometern ergab. Das Rennen begann bei regnerischem Wetter, was sich auch auf die Zahl der Zuschauer auswirkte. Die Angaben dazu schwanken zwischen 150.000 und 300.000 Besuchern unmittelbar an der Strecke.
Im Rennverlauf setzten sich zunächst der Italiener Enzo Cerbini und Bernhard Eckstein vom Hauptfeld ab. Sechs weitere Fahrer, unter ihnen Livio Trapè aus Italien und der Belgier Willy Vanden Berghen, nahmen die Verfolgung des Spitzenduos auf. Die so entstandene achtköpfige Ausreißergruppe lag drei Runden vor Ende des Rennens rund 90 Sekunden vor dem Hauptfeld mit Titelverteidiger Gustav Adolf Schur. In der drittletzten Runde erhöhte Schur das Tempo, wodurch sich der Vorsprung der Spitzengruppe auf rund 30 Sekunden reduzierte. Durch eine weitere Tempoverschärfung gelang es Schur, sich allein der Gruppe zu nähern.
In der vorletzten Runde erreichte er schließlich die führenden Fahrer, von denen sich kurz vorher jedoch Willy Vanden Berghen allein abgesetzt hatte und zum Beginn der letzten Runde einen Vorsprung von rund 30 Sekunden erreichte. Aus der Verfolgergruppe versuchten nun nur noch Schur und Eckstein, den Belgier einzuholen. Dies gelang ihnen am Badberg, einem steilen Anstieg rund vier Kilometer vor dem Ziel. Kurz danach setzte sich Eckstein allein aus der Dreiergruppe ab. Vanden Berghen zögerte und blieb bei Schur, da er davon ausging, dass sich Eckstein als Helfer von Schur dessen drittem Sieg unterordnen würde. Schur nahm die Verfolgung von Eckstein hingegen nicht auf und bremste damit den Belgier aus, der weiterhin bei ihm blieb. Dieser bemerkte zu spät, dass der Titelverteidiger keinen Versuch unternahm, seinen Mannschaftskameraden noch einzuholen. Eckstein gewann durch diesen Verzicht das Rennen mit sieben Sekunden Vorsprung vor Schur, der den Sprint gegen den Belgier für sich entschied.
Vanden Berghen selbst äußerte sich einige Jahre später positiv über den Sportsgeist Gustav Adolf Schurs. Egon Adler als 9. machte das positive Gesamtergebnis der DDR-Mannschaft komplett, Günter Lörke, Lothar Höhne und Erich Hagen landeten auf den Plätzen 26, 34 und 50. Die Fahrer des Bundes Deutscher Radfahrer konnten sich nicht unter den 30 besten Aktiven platzieren.

## Profi-Rennen
Das Profi-Rennen fand am 14. August 1960 ebenfalls auf dem Sachsenring statt und führte in 32 Runden über eine Distanz von 279,3 Kilometer. Von den 67 gestarteten Sportlern erreichten 32 die Wertung. Sieger wurde mit einer Zeit von sieben Stunden, 47 Minuten und 27 Sekunden der Belgier Rik Van Looy, der den Spurt aus dem geschlossen ins Ziel kommenden Hauptfeld vor dem Franzosen André Darrigade und Pino Cerami aus Belgien gewann. Das Fahrerfeld war zuvor lange Zeit geschlossen gefahren, lediglich die französischen Fahrer starteten immer wieder Ausreißversuche. Diese verpufften aber immer wieder, da die Belgier das Feld unter Kontrolle hielten. Nachdem sich in der vorletzten Runde eine 18-köpfige Gruppe abgesetzt hatte, übernahmen die Belgier auf den letzten Kilometern die Spitze, Pino Cerami machte für Van Loy die Pace, der kurz vor dem Ziel unwiderstehlich davon zog. Als bester Deutscher kam Hennes Junkermann auf Platz 6. Als zweiter Deutscher landete Lothar Friedrich auf dem 26. Rang, die weiteren sechs deutschen Teilnehmer gaben vorzeitig auf.

## Frauen-WM

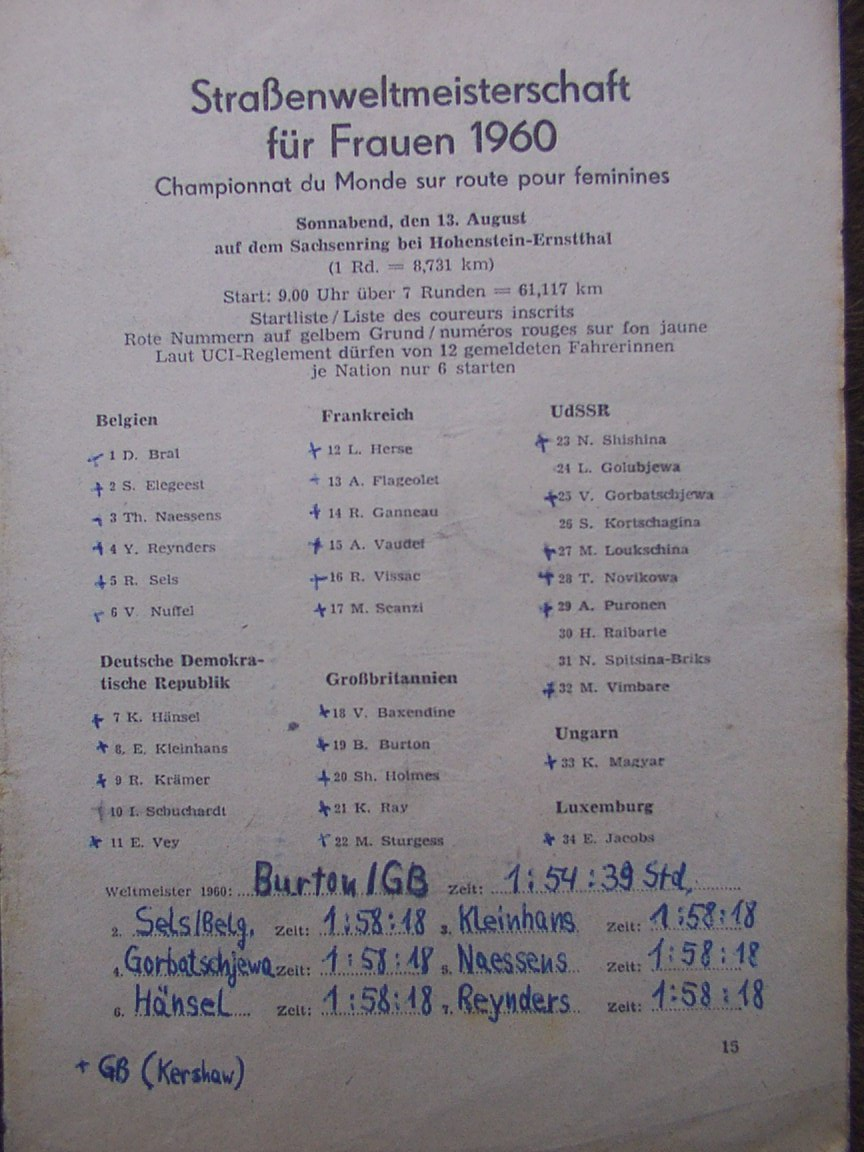
Starterliste der Frauen

Zur 3. Straßenweltmeisterschaft der Frauen war Teilnehmerinnen aus sieben Ländern gemeldet worden, unter ihnen auch die Titelträgerin des Vorjahres Yvonne Reynders. Am 13. August hatte das Fahrerinnenfeld auf dem Sachsenring bei sieben Runden eine Distanz von 61 km zu bewältigen. Nach einer Stunde, 54 Minuten und 39 Sekunden und einer Alleinfahrt siegte die Britin Beryl Burton mit über drei Minuten Vorsprung vor der belgischen Starterin Rosa Sels und Elisabeth Kleinhans aus der DDR. Für Beryl Burton war es dabei der zweite Titel bei dieser Weltmeisterschaft neben dem Sieg über 3000 Meter Einerverfolgung bei den ebenfalls ausgetragenen WM-Wettbewerben im Bahnradsport. Mit Karin Hänsel (6.) und Renate Krämer (10.) konnte der DDR-Radsportverband auch bei den Frauen ein gutes Ergebnis erzielen. Der Bund Deutscher Radfahrer hatte keine Fahrerinnen ins Rennen geschickt.

## Propaganda und Legende
Sowohl die Begeisterung der Sportfans in der DDR über den Doppelsieg von Bernhard Eckstein und Gustav Adolf Schur, seinerzeit der populärste DDR-Sportler überhaupt, als auch die propagandistische Verwertung des Ergebnisses trugen dazu bei, dass das Rennen in den Sportannalen der DDR einen legendären Status erreichte. Das Verhalten des Mannschaftskapitäns wurde in der DDR-Presse mit Schlagzeilen wie „Schur schenkt Eckstein den Titel! Unser Weltmeister verzichtet für seinen Freund auf den Sieg!“ als selbstlose Entscheidung zugunsten seines Freundes Eckstein dargestellt. Schur, der als Sieger der letzten beiden WM-Austragungen als Top-Favorit gehandelt worden war, wurde noch vor Sieger Eckstein zum eigentlichen Helden des Rennens hochstilisiert, der Ausgang wurde unter anderem als „taktisch großartigste Leistung in der bisherigen Geschichte des Radsports“ (Leipziger Volkszeitung vom 14. August 1960) beschrieben. Das Ergebnis, das als Sensation und Triumph angesehen wurde, galt als Sieg des „sozialistischen Kollektivgeistes“ und als Beleg für die Überlegenheit des sozialistischen Gesellschaftssystems. Der bis dato siebenfache „DDR-Sportler des Jahres“ Täve Schur wurde endgültig zur Legende und gewann folgerichtig auch in diesem Jahr die Sportlerumfrage.

## Ergebnisse
| Amateure – 174,62 km | Amateure – 174,62 km           | Amateure – 174,62 km | Amateure – 174,62 km |
| Platz                | Name                           | Land                 | Zeit                 |
| -------------------- | ------------------------------ | -------------------- | -------------------- |
| 01                   | Bernhard Eckstein              | GDR                  | 4:43:31 h            |
| 02                   | Gustav-Adolf Schur             | GDR                  | + 0:17 min           |
| 03                   | Willy Vanden Berghen           | BEL                  | + 0:17 min           |
| 04                   | Juri Melichow                  | URS                  | alle + 0:22 min      |
| 05                   | Jewgeni Klewzow                | URS                  | alle + 0:22 min      |
| 06                   | Roland Lacombe                 | FRA                  | alle + 0:22 min      |
| 07                   | Jacques Simon                  | FRA                  | alle + 0:22 min      |
| 08                   | Kurt Postl                     | AUT                  | alle + 0:22 min      |
| 09                   | Egon Adler                     | GDR                  | alle + 0:22 min      |
| 10                   | Renzo Cerbini                  | ITA                  | alle + 0:22 min      |
| 11                   | Ben Mohamed                    | MAR                  | alle + 0:22 min      |
| 12                   | Raymond Reaux                  | FRA                  | alle + 0:22 min      |
| 13                   | Stanisław Gazda                | POL                  | alle + 0:22 min      |
| 14                   | Alexei Petrow                  | URS                  | alle + 0:22 min      |
| 15                   | Gilbert Maes                   | BEL                  | alle + 0:22 min      |
| 16                   | Thomas Laidlaw                 | GBR                  | alle + 0:22 min      |
| 17                   | William Bradley                | GBR                  | alle + 0:22 min      |
| 18                   | Francisek Kosela               | POL                  | alle + 0:22 min      |
| 19                   | Arnold Ruiner                  | AUT                  | alle + 0:22 min      |
| 20                   | Erwin Jaisli                   | SUI                  | alle + 0:22 min      |
| 21                   | Livio Trapè                    | ITA                  | alle + 0:22 min      |
| 22                   | Jan Kudra                      | POL                  | alle + 0:22 min      |
| 23                   | Jacques Gestraud               | FRA                  | alle + 0:22 min      |
| 24                   | Cornelius Lotz                 | NED                  | alle + 0:22 min      |
| 25                   | Herman Schmiediger             | SUI                  | alle + 0:22 min      |
| 26                   | Günter Lörke                   | GDR                  | alle + 0:22 min      |
| 27                   | Alexander Pawlow               | URS                  | alle + 0:22 min      |
| 28                   | Roger Thull                    | LUX                  | alle + 0:22 min      |
| 29                   | Wiktor Arsenjewitsch Kapitonow | URS                  | alle + 0:22 min      |
| 30                   | Gainan Saidchushin             | URS                  | alle + 0:22 min      |
| 0 …                  |                                |                      | alle + 0:22 min      |
| 34                   | Lothar Höhne                   | GDR                  | alle + 0:22 min      |
| 50                   | Erich Hagen                    | GDR                  | alle + 0:22 min      |

| Profis – 279,3 km | Profis – 279,3 km           | Profis – 279,3 km | Profis – 279,3 km |
| Platz             | Land                        | Name              | Zeit              |
| ----------------- | --------------------------- | ----------------- | ----------------- |
| 01                | Rik Van Looy                | BEL               | 7:47:27 h         |
| 02                | André Darrigade             | FRA               | + 0 min           |
| 03                | Pino Cerami                 | BEL               | + 0 min           |
| 04                | Imerio Massignan            | ITA               | alle + 0 min      |
| 05                | Raymond Poulidor            | FRA               | alle + 0 min      |
| 06                | Hennes Junkermann           | GER               | alle + 0 min      |
| 07                | Charly Gaul                 | LUX               | alle + 0 min      |
| 08                | Piet Damen                  | NED               | alle + 0 min      |
| 09                | Jacques Anquetil            | FRA               | alle + 0 min      |
| 10                | Brian Robinson              | GBR               | alle + 0 min      |
| 11                | Jef Planckaert              | BEL               | alle + 0 min      |
| 12                | Raymond Mastrotto           | FRA               | alle + 0 min      |
| 13                | Graziano Battistini         | ITA               | alle + 0 min      |
| 14                | Jean Stablinski             | FRA               | alle + 0 min      |
| 15                | Frans De Mulder             | BEL               | alle + 0 min      |
| 16                | Henry Anglade               | FRA               | alle + 0 min      |
| 17                | Seamus Elliott              | IRL               | alle + 0 min      |
| 18                | Frans Aerenhouts            | BEL               | + 0:18 min        |
| 19                | Emile Daems                 | BEL               | + 0:22 min        |
| 20                | Nino Defilippis             | ITA               | + 0:22 min        |
| 21                | Piet Rentmeester            | NED               | + 0:44 min        |
| 22                | Ab Geldermans               | NED               | + 0:44 min        |
| 23                | Fernando Manzaneque Sánchez | ESP               | alle + 0:51 min   |
| 24                | Miguel Poblet               | ESP               | alle + 0:51 min   |
| 25                | Gastone Nencini             | ITA               | alle + 0:51 min   |
| 26                | Lothar Friedrich            | GER               | alle + 0:51 min   |
| 27                | Marcel Rohrbach             | FRA               | alle + 0:57 min   |
| 28                | Jan Adriaensens             | BEL               | alle + 0:57 min   |
| 29                | René Strehler               | SUI               | alle + 0:57 min   |
| 30                | Jean Graczyk                | FRA               | alle + 0:57 min   |

| Frauen – 61 km | Frauen – 61 km         | Frauen – 61 km | Frauen – 61 km  |
| Platz          | Name                   | Land           | Zeit            |
| -------------- | ---------------------- | -------------- | --------------- |
| 01             | Beryl Burton           | GBR            | 1:54:39 h       |
| 02             | Rosa Sels              | BEL            | + 3:39 min      |
| 03             | Elisabeth Kleinhans    | GDR            | + 3:39 min      |
| 04             | Vera Gorbatschewa      | URS            | alle + 3:39 min |
| 05             | Marie-Thérèse Naessens | BEL            | alle + 3:39 min |
| 06             | Karin Hänsel           | GDR            | alle + 3:39 min |
| 07             | Yvonne Reynders        | BEL            | alle + 3:39 min |
| 08             | Lyli Herse             | FRA            | alle + 3:39 min |
| 09             | Maria Lukschina        | URS            | alle + 3:39 min |
| 10             | Renate Krämer          | GDR            | alle + 3:39 min |
| 11             | Elsy Jacobs            | LUX            | alle + 3:39 min |
| 0 …            |                        |                | alle + 3:39 min |
| 15             | Renée Vissac           | FRA            | alle + 3:39 min |
| 20             | Andrée Vaudel          | FRA            | alle + 3:39 min |